# Podestà (medioevo)

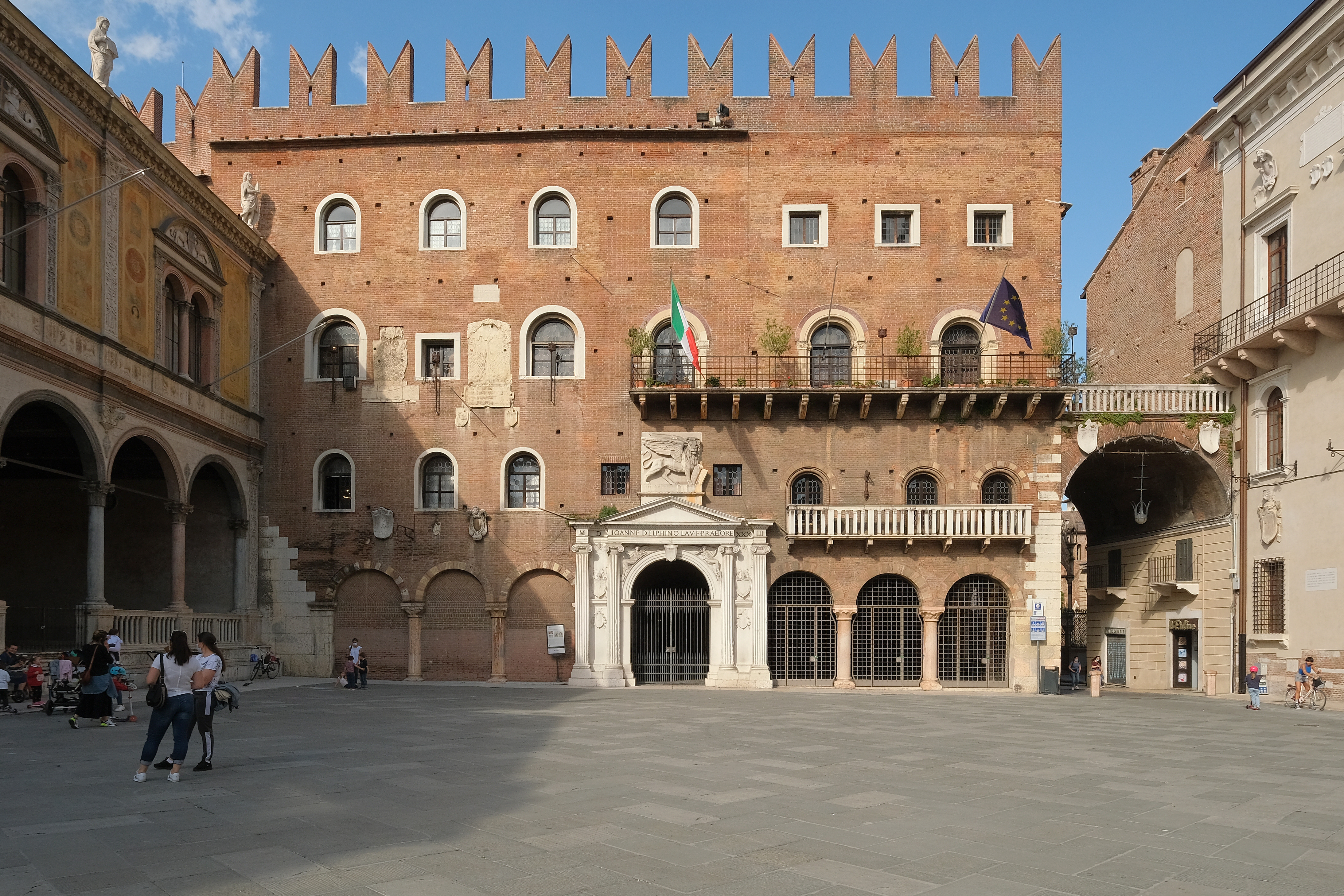
Il Palazzo del Podestà di Verona

Il podestà era il titolo più alto nella carica civile nel governo delle città dell'Italia centro-settentrionale durante il Basso Medioevo.
Il termine deriva dal latino potestas, col significato di autorità, potere, sovranità. La carica di podestà, la sua durata, nonché la residenza e il territorio di giurisdizione erano chiamati podesteria, in particolare durante il Medioevo e nei secoli successivi, più raramente durante il regime fascista.

## Storia

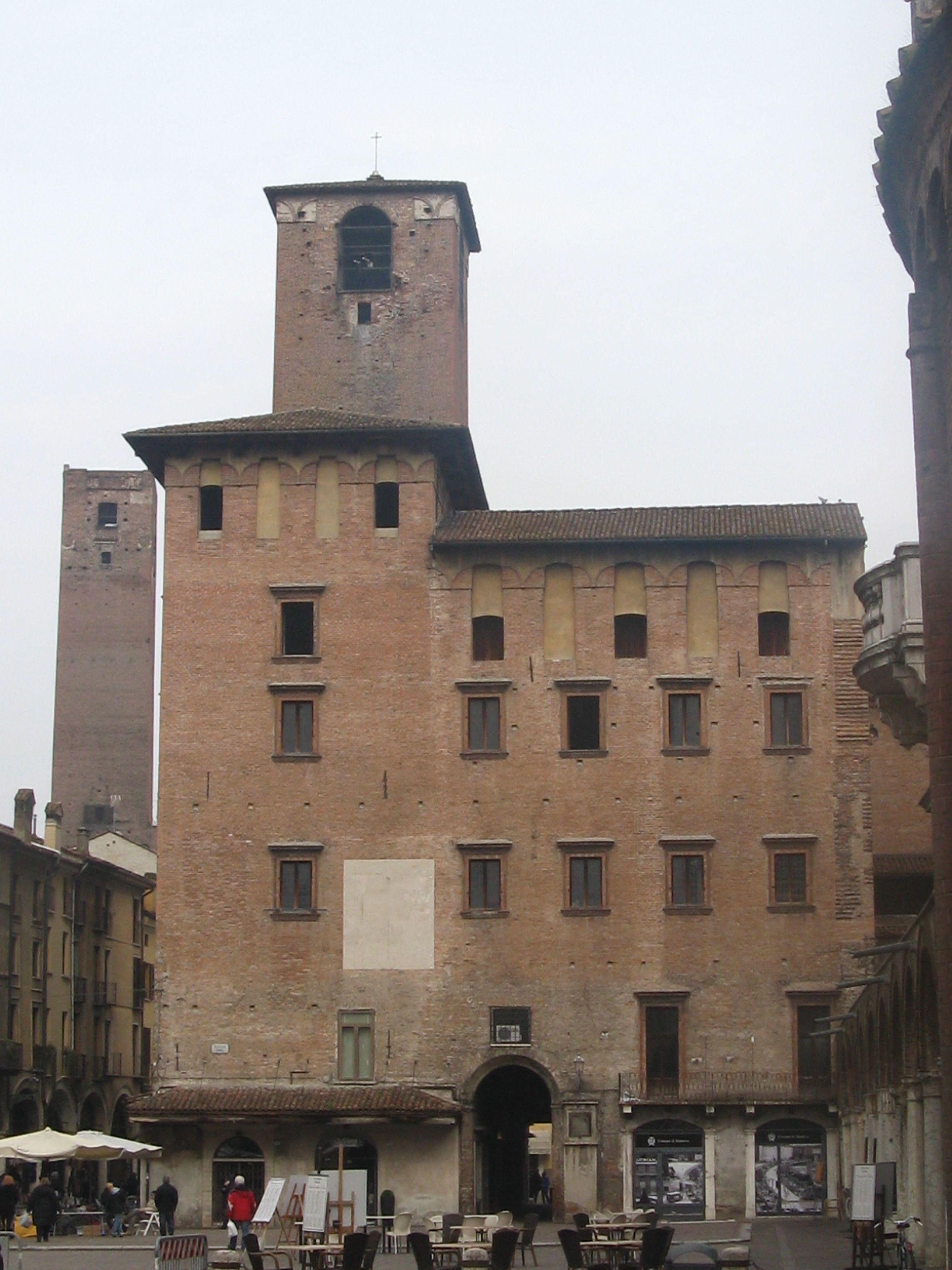
Mantova, Palazzo del Podestà

### Età comunale
In generale, la vita politica comunale attraversò quasi ovunque fasi analoghe. La prima forma di governo fu quella consolare: il potere veniva affidato per un anno a magistrati scelti dalla comunità, che sul modello romano erano chiamati consoli e il cui numero variava da due a venti a seconda dei periodi e dei Comuni. I primi consoli sono testimoniati per la città di Pisa nel 1085.
In un primo tempo, questi magistrati appartenevano alla nobiltà e avevano potere esecutivo, occupandosi del governo della città e del comando dell'esercito in tempo di guerra. Tuttavia la fioritura dei commerci e dell'artigianato portò rapidamente anche i ricchi mercanti e artigiani ai vertici del potere comunale. Ciò avvenne nel corso del XII secolo, quando i ceti economicamente emergenti pretesero una più ampia partecipazione politica. Il mutamento fu non di rado contrassegnato da aspri conflitti sociali: i nobili erano restii a cedere il potere nelle mani dei nuovi ricchi, ma il processo era inevitabile, perché la ricchezza e il potere di un Comune passavano necessariamente per le mani di mercanti e artigiani, che accumulavano ricchezze con la loro intraprendenza e i cui interessi non coincidevano con quelli della nobiltà, formata da proprietari terrieri.
La lotta fra nobiltà e borghesia commerciale costituì una delle dinamiche storiche più importanti nella turbolenta vita comunale. In seguito a questi contrasti, la figura politica del podestà si sostituì o si affiancò a quella del consiglio dei consoli, che governava i Comuni medievali a partire dalla fine del XII secolo. Tale carica, contrariamente a quella di console, poteva essere ricoperta da una persona non appartenente alla città che governava (per questo era detto anche podestà forestiero), in modo da evitare coinvolgimenti personali nelle controversie cittadine e garantire l'imparzialità nell'applicazione delle leggi. Il podestà era eletto dalla maggiore assemblea del Comune (il Consiglio generale) e durava in carica, di solito, sei mesi o un anno. Doveva giurare fedeltà agli statuti comunali, dai quali era vincolato, e alla fine del mandato il suo operato era soggetto al controllo da parte di un collegio di sindaci. 
Il podestà era, dunque, un magistrato generalmente al di sopra delle parti, una specie di mediatore, a cui era affidato il potere esecutivo, di polizia e giudiziario, divenendo di fatto il più importante strumento di applicazione e di controllo delle leggi, anche amministrative. Il podestà non aveva, invece, poteri legislativi, né il comando delle milizie comunali, che era affidato al capitano del popolo. 
Con il passare degli anni, la carica di podestà divenne un vero e proprio mestiere esercitato da professionisti, che cambiavano spesso sede di lavoro e ricevevano un regolare stipendio. Questo continuo scambio di persone e di esperienze contribuì a fare in modo che le leggi e la loro applicazione tendessero a diventare omogenee in città anche distanti tra loro, ma nelle quali avevano governato gli stessi podestà. 
Nonostante lo sforzo compiuto per sanare i contrasti, la fase podestarile del Comune fu contraddistinta da dure lotte sociali. Nel corso del secolo XII, in alcuni Comuni prese il sopravvento la fazione popolare, controllata dai ceti mercantili e artigiani. La ricerca di maggiore stabilità aveva infatti portato la borghesia cittadina ad affiancare al podestà, sostenuto dal ceto più abbiente, una nuova figura, quella del Capitano del Popolo, un magistrato, spesso forestiero, che restava in carica per sei mesi o un anno, ma che finì comunque per rappresentare gli interessi delle arti maggiori.

### Età signorile

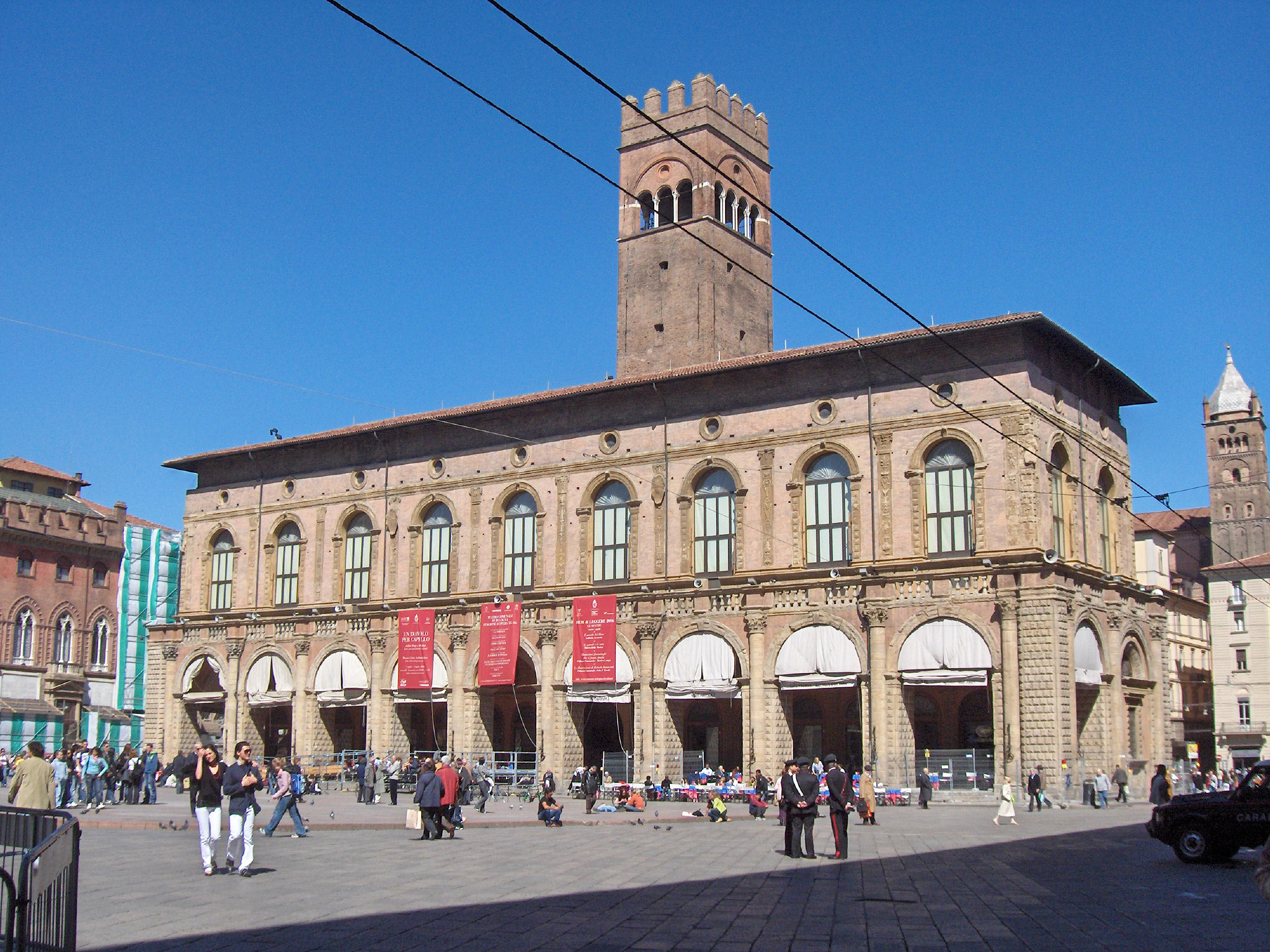
Il Palazzo del Podestà in Piazza Maggiore a Bologna

Nel periodo signorile la figura del podestà perse la maggior parte delle proprie prerogative strettamente politiche, diventando semplicemente un alto magistrato incaricato di amministrare la giustizia e di mantenere l'ordine pubblico, rispondendo direttamente del proprio operato al signore della città o al principe dello Stato regionale a cui la città apparteneva.
Questa evoluzione della figura del podestà ne accentuò ancor più l'aspetto di ufficiale di professione, che si spostava di città in città, seguito dalla sua famiglia: termine con il quale si indicavano i componenti dello "staff" del podestà (il vicario, i giudici nel penale e nel civile, gli addetti al mantenimento dell'ordine pubblico, i servitori, ecc.).
Il podestà veniva nominato dal signore o dal principe e solo in seguito veniva sottoposto all'approvazione, puramente formale, del consiglio cittadino; l'incarico aveva una durata, variabile da città a città, che andava da sei mesi a due anni e poteva talvolta essere rinnovato per un secondo mandato.

## Uso dopo il medioevo
Nei secoli successivi e fino al 1918 il termine fu impiegato per designare il capo dell'amministrazione comunale, in particolare nei territori di lingua italiana soggetti al dominio dell'Impero austro-ungarico; il titolo fu ripreso durante il regime fascista con lo stesso significato. In Svizzera, il termine podestà indica a tutt'oggi il capo dell'amministrazione comunale nei comuni italofoni del Cantone dei Grigioni, diversamente dai comuni del Canton Ticino dove è denominato sindaco.